# Kaya (album)
A Kaya egy roots reggae album  Bob Marley & the Wailerstől 1978-ból. A „kaya” szó a marijuana szinonimája.
A számokat az 1977-es Exodus albummal egy időben vették fel.
A dalok főleg a szerelemről, a fűről és Marley londoni gyilkossági kísérletéről szólnak.

## Számok
Minden szám szerzője Bob Marley.

### A oldal
1. "Easy Skanking"
2. "Kaya"
3. "Is This Love"
4. "Sun Is Shining"
5. "Satisfy My Soul"

### B oldal
1. "She's Gone"
2. "Misty Morning"
3. "Crisis"
4. "Running Away"
5. "Time Will Tell"

## Külső hivatkozások
- https://web.archive.org/web/20070914120031/http://www.roots-archives.com/release/124